# جيمس إيفانز (سياسي كندي)
جيمس إيفانز هو سياسي كندي، ولد في 25 مارس 1848، وتوفي في 23 يونيو 1880. حزبياً، نشط في الحزب الليبرالي في أونتاريو ‏. وقد انتخب عضو برلمان مقاطعة أونتاريو.